# La Roche-sur-Foron
La Roche-sur-Foron é uma comuna francesa na região administrativa de Auvérnia-Ródano-Alpes, no departamento de Alta Saboia. Estende-se por uma área de 17,94 km². Em 2010 a comuna tinha 11 516 habitantes (densidade: 641,9 hab./km²).